# Ophrys potentissima
Ophrys potentissima là một loài thực vật có hoa trong họ Lan. Loài này được S.Hertel & Presser mô tả khoa học đầu tiên năm 2006.